# Nơi ngọn gió dừng chân
Nơi ngọn gió dừng chân là một bộ phim truyền hình được thực hiện bởi M&T Pictures do Quách Khoa Nam làm đạo diễn. Phim phát sóng vào lúc 20h00 thứ 2 đến thứ 7 hàng tuần bắt đầu từ ngày 11 tháng 6 năm 2022 và kết thúc vào ngày 5 tháng 8 năm 2022 trên kênh THVL1.

## Nội dung
Nơi ngọn gió dừng chân là chuyện tình đầy ân oán giữa Hoàng Nam (Cao Minh Đạt) – Thu Cúc (Mỹ Duyên) – Lệ Bình (Tuyết Thu) của hơn 25  năm trước. Những ân oán ấy vẫn chưa dứt cho đến hiện tại. Hoàng Thiên (Anh Tài) – con trai của Hoàng Nam và Lệ Bình, vì muốn chống đối lại cha mà bỏ bê chuyện làm ăn của công ty, sa đà vào những cuộc chơi. Anh đụng độ với Hải Yến (Trương Mỹ Nhân) – một nữ phóng viên trẻ, con gái cưng của đối thủ không đội trời chung với cha mình.

## Diễn viên
- Anh Tài trong vai Hoàng Thiên[5]
- Trương Mỹ Nhân trong vai Hải Yến
- Thanh Duy trong vai Đăng Khôi
- Ngô Phương Anh trong vai Ánh Tuyết[6][7]
- Cao Minh Đạt trong vai Ông Hoàng Nam[8]
- Khương Thịnh trong vai Ông Hà
- Kim Xuân trong vai Bà Minh
- Mỹ Duyên trong vai Bà Thu Cúc
- Tuyết Thu trong vai Bà Lệ Bình[9]
- Vũ Ngọc Ánh trong vai Hoàng Oanh
- Thành Khôn trong vai Xuân Phong
- Huỳnh Thảo Trang trong vai Bà Hà
- Thư Đình trong vai Mỹ Hoa
- Kha Ly trong vai Thanh Vân
- Đinh Hữu Tài trong vai Dương Tùng

Cùng một số diễn viên khác....

## Ca khúc trong phim
Bài hát trong phim là ca khúc "Nơi ngọn gió dừng chân" do Đỗ Thụy Khanh sáng tác và Thanh Duy / Anh Tài thể hiện.

## Giải thưởng
| Năm  | Giải thưởng   | Hạng mục                                | (Người) đề cử  | Kết quả | Tham khảo |
| ---- | ------------- | --------------------------------------- | -------------- | ------- | --------- |
| 2022 | Ngôi Sao Xanh | Phim truyền hình xuất sắc nhất          | —              | Đề cử   | [ 10 ]    |
| 2022 | Ngôi Sao Xanh | Đạo diễn xuất sắc nhất                  | Quách Khoa Nam | Đề cử   | [ 10 ]    |
| 2022 | Ngôi Sao Xanh | Nam diễn viên truyền hình xuất sắc nhất | Cao Minh Đạt   | Đề cử   | [ 10 ]    |
| 2022 | Ngôi Sao Xanh | Nam diễn viên truyền hình xuất sắc nhất | Anh Tài        | Đề cử   | [ 10 ]    |
| 2022 | Ngôi Sao Xanh | Nữ diễn viên truyền hình xuất sắc nhất  | Mỹ Duyên       | Đề cử   | [ 10 ]    |
| 2022 | Ngôi Sao Xanh | Nữ diễn viên truyền hình xuất sắc nhất  | Ngô Phương Anh | Đề cử   | [ 10 ]    |